# Leptogenys confucii
Leptogenys confucii é uma espécie de formiga do gênero Leptogenys, pertencente à subfamília Ponerinae.